# Короленко Володимир Галактіонович
Володи́мир Галактіо́нович Короле́нко (рос. Владимир Галактионович Короленко, пол. Władimir Korolenko; (15 (27) липня 1853 , Житомир  — 25 грудня 1921 , Полтава ) — російський письменник, публіцист, журналіст, літературний редактор та громадський діяч українсько-польського походження. Почесний академік Імператорської Академії наук у Петербурзі (1900—1902, з 1918).
Серед найвідоміших творів: повісті «Сліпий музикант» (1886), «Діти підземелля» (скорочена версія повісті «В поганому товаристві»; 1886), «Хапун (Іом-кіпур)» (1890), та «Без язика» (1895).

## Життєпис

### Ранні роки

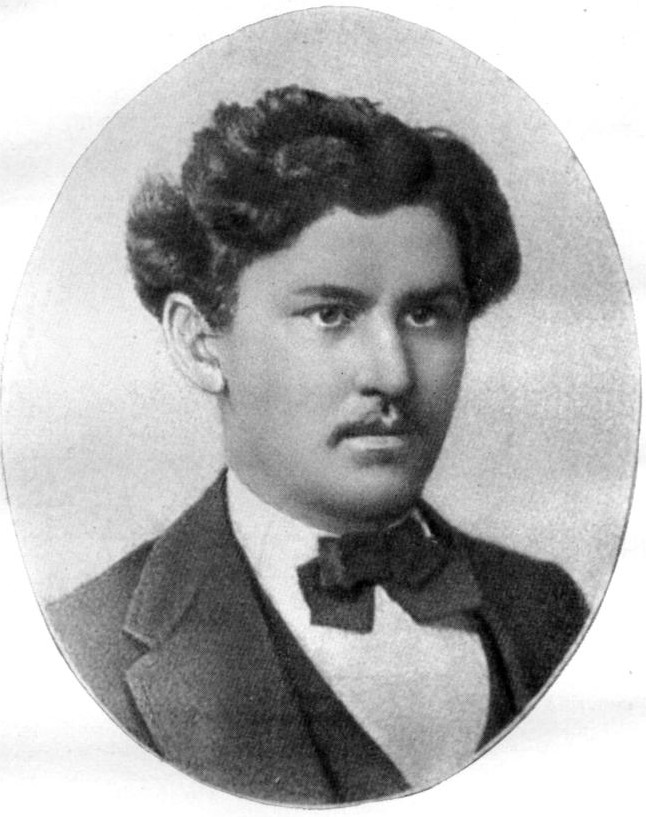
Короленко В. Г. Фотографія початку 1870-х років

Народився у Житомирі, нині Україна (тоді Волинська губернія Російської імперії).
Батько письменника, суворий і замкнений Галактіон Опанасович Короленко (1810—1868) мав на 1858 рік чин колезького асесора й служив житомирським повітовим суддею, вплинув на формування світогляду Володимира. На 23 роки молодша од чоловіка матір письменника, Евеліна Йосипівна (до шлюбу Скуревич; 1833—1903), була полькою. Через це саме польська мова була в дитинстві для Володимира рідною.
У підлітковому віці Короленка дуже приваблювали музика, мистецтво, історія, філософія, але ніщо не захоплювало його так, як література. Він був вражений, відкривши для себе твори відомих тогочасних російських письменників Олександра Островського, Миколи Некрасова, Івана Тургенєва.

### Навчання
Володимир Короленко розпочав своє навчання у польському пансіоні Рихлінського. Потім вчився у Першій житомирській гімназії, після переведення батька до Рівного — у Рівненській гімназії.
Після її закінчення Короленко вступив до Санкт-Петербурзького технологічного інституту (1871), але через матеріальні нестатки мусив залишити навчання. Пішов працювати коректором та намагався знайти собі роботу у видавництві географічних карт. 1874 перейшов до Петровської хліборобської та лісової академії у Москві (нині Тімірязєвська академія). Його вчителем був Климент Тімірязєв. Під прізвищем Ізборського К. Тімірязєв виведений в повісті рос. «С двух сторон», також йому присвячені сторінки в рос. «Истории моего современника». Через багато років Короленко писав Тімірязєву про навчання в академії:
| Ви вчили нас цінити розум, як святиню |
Не дослуживши кілька місяців до пенсії, помер батько. Мати й п'ятеро дітей залишилися без будь-яких засобів до існування. У 1876 році за участь в народних студентських гуртках був виключений з академії та висланий до Кронштадту під нагляд поліції. Він працював коректором у друкарнях і репетитором у багатих сім'ях; якийсь час був чоботарем і чорноробом.
Через рік Короленка звільнили від нагляду поліції й він, у 1877 році, намагаючись продовжити освіту, вступив до Санкт-Петербурзького гірничого інституту. Однак й цей навчальний заклад закінчити не вдалося, оскільки навесні 1879 року, за підозрою у революційній діяльності, Короленка відрахували з університету та відправили на заслання до міста Глазов, Вятської губернії. У період з 1879 по 1881 рік, Короленко як політичний засланець, проживав у різних містах Росії, зокрема у Глазові, Вишніх Волочках, та Пермі.

### Заслання до Якутії
За відмову присягнути цареві російському Олександру III у березні 1881 році Короленка на 3 роки знову вислано, цього разу в Якутію, Сибір.
Загалом, через свої політичні погляди, Короленко майже шість років провів у тюрмах та на засланні. Проте такі випробування не зламали його духу. Володимир Короленко вивчав побут і життя мешканців віддаленої області, записував якутські пісні та легенди, працював над художніми творами. Враження й спостереження тих років лягли в основу цілої низки оповідань і нарисів, які складають значну частину доробку письменника.

### Початок літературної діяльності
Початок літературної діяльності В. Г. Короленка датується 1879 роком, коли на сторінках петербурзького журналу «Слово» з'явились «Епізоди з життя шукача». Наступні твори вийшли друком лише через шість років. Володимиру Галактіоновичу було дозволено оселитися у Нижньому Новгороді. Співчуттям до знедолених і покривджених сповнені його роздуми. Пронизливий вітер свободи пробуджує соціальну свідомість героїв оповідань «Яшко», «Убивець», «Сон Макара», «Соколинець» та ін. На папір лягають рядки про наболіле, пережите й вистраждане.

### Розквіт літературної діяльності, «Епоха Короленка»

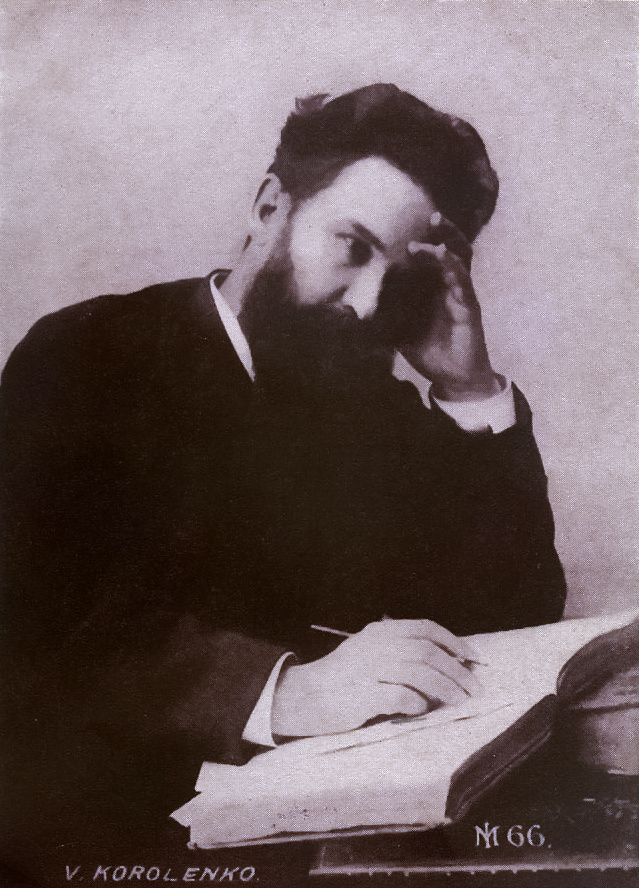
Володимир Короленко

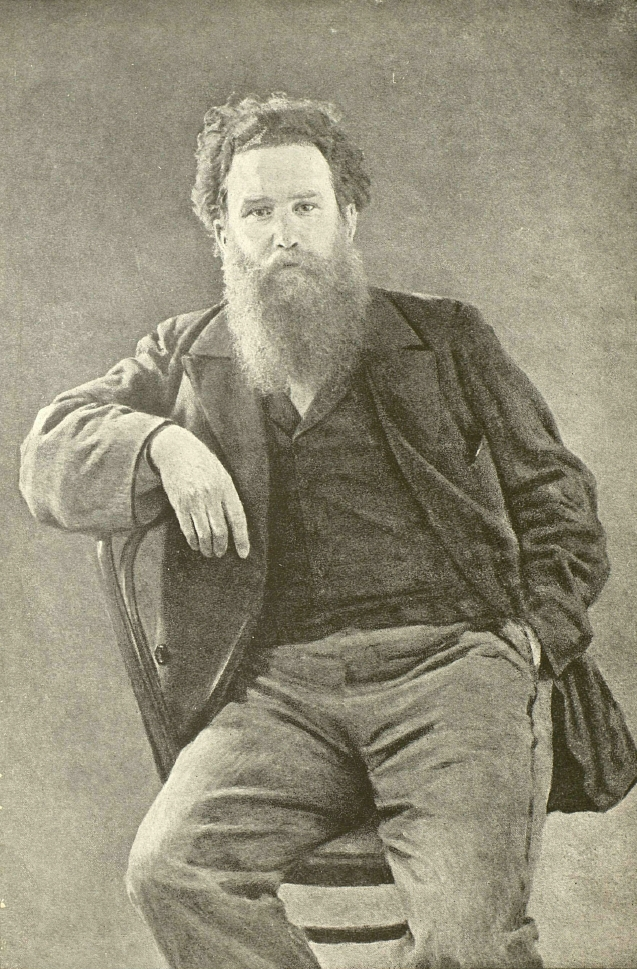
Портрет В. Короленка роботи М. Ярошенка

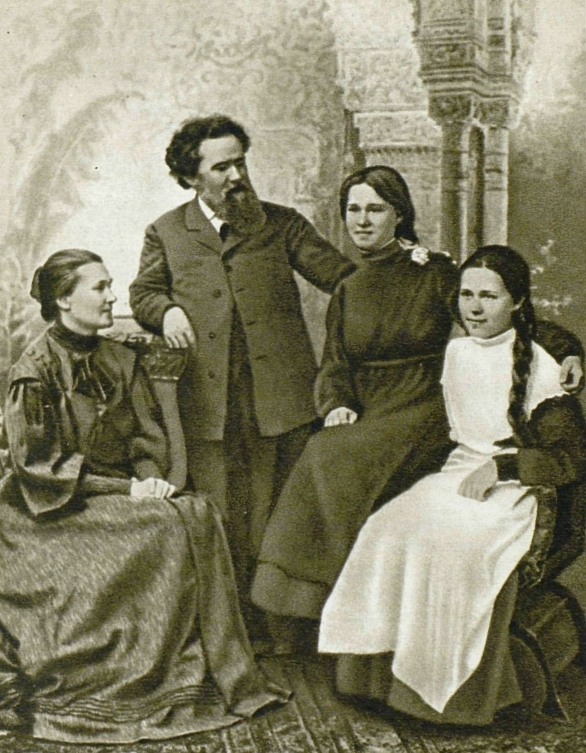
Володимир Короленко та його родина: дружина Явдоха Семенівна та дочки — Наталья та Софія

Нижньогородське десятиліття (1885—1895) — час найактивнішої літературної та громадської діяльності письменника — справедливо назване сучасниками «епохою Короленка». У 1886 р. вийшла його перша книга «Нариси та оповідання», яка дістала захоплений відгук А. Чехова. Справжнім тріумфом став наступний твір — повість «Сліпий музикант» (1886). У ньому В.Короленко з великим знанням людської психології, по-філософськи підходить до розв'язання вічної проблеми людини і суспільства. Простежуючи долю сліпонародженого хлопчика, він підводить читача до думки про те, що природним покликанням людини є не тільки боротьба за власне щастя. Повноту й гармонію життя можна відчути лише усвідомивши себе кровною часточкою народу, подолавши почуття егоїзму. Оповідання цього періоду: «Ліс шумить» (1886), «На затемненні» (1882—1892), «Річка виграє», «Ат-Даван» (1892), «Парадокс» (1894), «Марусина заїмка» (1899 — 2-га ред. 1903). У них читач зустрівся зі зрілим майстром, самобутнім художником, про талант якого вже заговорила вся Росія.
У 90-х роках XIX ст. Короленко багато подорожує. Він відвідує Крим, Поволжя, Кавказ, Південний Урал. Закономірним наслідком мандрівок завжди ставали художні твори. Значне місце у творчості В.Короленка займає повість «Без язика» (1895), написана під враженням поїздки до Америки. У ній оповідається про гіркі поневіряння українського селянина Матвія Лозинського, який у пошуках кращої долі потрапляє на чужину, але не знаходить щастя і там. Усі герої творів В.Короленка заслуговують на краще життя. І в прийдешність його письменник свято вірив і попри всілякі труднощі закликав боротися за нього.

### Членство в Імператорській академії наук
У 1900 року Короленка, разом з іншими російськими письменниками: Львом Толстим, Антоном Чеховим, Володимиром Соловйовим та Петром Боборикіним, було обрано почесним академіком Петербурзької академії наук в категорії красного письменства, але у 1902 він склав з себе звання академіка на знак протесту проти виключення Максима Горького. Після повалення монархії Російська академія наук у 1918 повторно обрала Короленка почесним академіком.

### Пізній етап життя
Понад двадцять років письменник мешкав у Полтаві. Як прибічник селян, він брав участь в організації їх захисту під час судових процесів на Харківщині й Полтавщині, влаштованих у зв'язку з так званими аграрними заворушеннями в Україні. 1905 року було завершене будівництво дачного будинку у Хатках (Миргородського повіту), поблизу Великих Сорочинців, де В. Короленко отримував пошту.
1906 р. ознаменувався небезпечною для В. Короленка боротьбою в пресі з радником Філоновим — керівником каральної експедиції в містечку Великі Сорочинці та в інших населених пунктах Миргородського повіту. Філонова убили незабаром після того як Короленко опублікував відкритого листа проти нього. Через це Короленка звинувачували у підбурюванні до вбивства.
1913 року Володимир Короленко брав участь у так званій «Справі Бейліса», аби допомогти виправдати громадянина Бейліса у київському імперському процесі проти нього. Короленко опублікував півтора десятка статей проти чорносотенної брехні на єврейський народ, що сприяло виправдувальному вироку.
Тривалий час (1906—1921) письменник працював над автобіографічною книгою «Історія мого сучасника». Він задумав цей твір як широке художнє узагальнення всього, що пережив і здійснив. Книга лишилася незакінченою. Він помер, працюючи над четвертим томом свого найбільшого твору.

### Смерть
Помер Короленко у голоді і злиднях, принципово відмовившись від призначеного окупаційною радянською владою Полтави продовольчого забезпечення.

## Громадська діяльність та погляди

### Погляди на російську монархію
Упродовж 1896—1900 рр. родина Короленків мешкала в Петербурзі. Володимир Галактіонович працював редактором журналу «Русское богатство». Його публіцистична діяльність набула такого розмаху, що з письменником мусив рахуватися царський уряд. Виступи Володимира Короленка в пресі стали значним явищем у суспільному житті й одночасно яскравими віхами його творчої біографії. Саме він і Лев Толстой привернули увагу громадськості до голодомору 1891—1892 рр. (цикл нарисів «У голодний рік»). Володимир Галактіонович виступив на захист народу вотяків від огульного й наклепницького звинувачення у вбивстві людини (під час ритуалу), опублікувавши серію статей під рубрикою «Мултанська справа». Його викривальна промова в суді приголомшила всіх. Після чотирьох років бюрократичної тяганини несправедливий вирок було скасовано.
У роки реакції, Короленко не послабив своєї літературної й громадської діяльності й 1910 року була опублікована стаття «Побутове явище». Матеріалом для неї послугували реальні факти «урядової оргії царської влади Росії»: страт, розстрілів і поліцейських знущань після поразки революції 1905—1907 рр. Її негайно заборонила влада. Лев Толстой, зокрема, писав у листі до Короленка: 
| «Її треба передрукувати й розповсюджувати в мільйонах екземплярів. Ніякі думські промови, трактати, ніякі драми, роками не зроблять одної тисячної того благородного впливу, який зробила ця стаття» [14][15]. |

### Ставлення до більшовицької влади
В. Короленко негативно сприйняв жовтневий переворот 1917 року й засуджував методи, що їх використовували більшовики для побудови соціалізму. Великий громадський резонанс мали його клопотання на захист діячів російської культури. Його позиція була викладена у публіцистичних працях «Листи до Луначарського» (1920, опубл. 1922 р.) та «Листи з Полтави» (1921). У них він критикував методи більшовицької влади, зокрема масові розстріли та намагався запобігти можливим помилкам. Проте критикував він також і білий терор. Зокрема, у 1919 році він писав: «Ні, не вихваляти треба терор, а застерігати від нього, звідки б він не виходив. І благо тій стороні, яка першою зуміє відокремитись від кривавого туману й першою згадає, що мужність у відкритім бою може йти поряд із людяністю й великодушністю до переможеного… Історія нас розсудить…».

### Ставлення до України

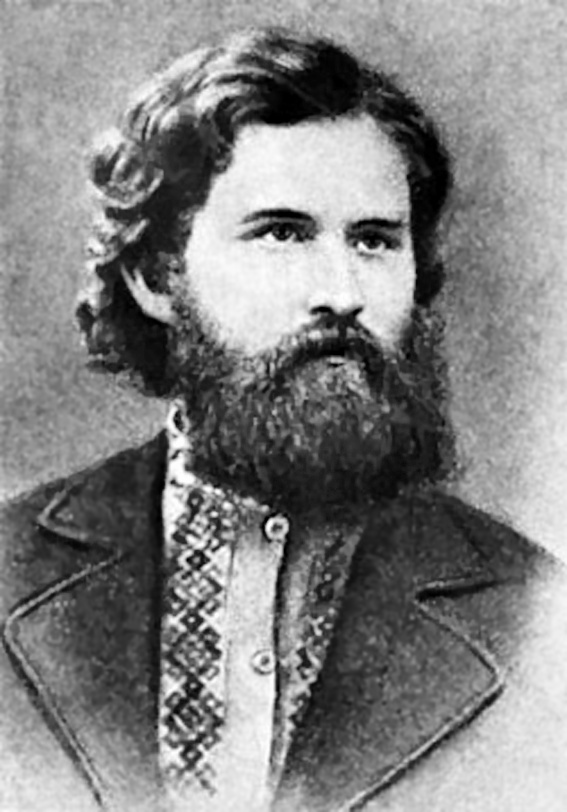

Ще в гімназійні роки Короленко вирішив присвятити себе розвиткові російської літератури, зазначивши у першій редакції «Історії мого сучасника»:
| | \| і якщо пізніше я вже свідомо знайшов свою батьківщину, то це була… велика царина російської думки й російської літератури, царина, де панували Пушкіни, Лермонтови, Бєлінські, Добролюбови, Гоголі, Тургенєви, Некрасови, Салтикови… Ця царина цілковито взяла мою „різноплемінну душу“ саме тому, що вона примиряла й розв'язувала душевні конфлікти, не вимагаючи ані ворожнечі, ані посягань, ані зречень, а все охоплювала широкими формулами людської терпимості й свободи…».[16][17] \| |
| і якщо пізніше я вже свідомо знайшов свою батьківщину, то це була… велика царина російської думки й російської літератури, царина, де панували Пушкіни, Лермонтови, Бєлінські, Добролюбови, Гоголі, Тургенєви, Некрасови, Салтикови… Ця царина цілковито взяла мою „різноплемінну душу“ саме тому, що вона примиряла й розв'язувала душевні конфлікти, не вимагаючи ані ворожнечі, ані посягань, ані зречень, а все охоплювала широкими формулами людської терпимості й свободи…». | |

Проте національне самоусвідомлення Короленка у бік Росії не спричинило до появи у нього російських імперсько-українофобських поглядів, що було поширеним тоді в Російській імперії серед російських письменників.
Володимир Короленко виступав проти переслідувань української мови в Російській імперії; виступав проти шовінізму, антисемітизму, терору та насильства, засуджував міжнаціональну ворожнечу.
Короленко мав контакти з Панасом Мирним, П. Грабовським, М. Коцюбинським. Тема України посідає значне місце в оповіданнях «Ліс шумить», «У поганому товаристві», «Без язика», повісті «Сліпий музикант» та ін.
Ось як в оповіданні «Без язика» Короленко змальовує постать старого запорожця:
|  | Люди ще пам'ятали, як він розповідав про минулі роки, про Запоріжжя, про гайдамаків, про те, як і він пішов на Дніпро і потім з ватажками нападав на Хлібно і на Клевань, і як обложені в палаючій хаті гайдамаки стріляли з вікон, поки від спеки не лопалися у них очі й не вибухали самі собою порохівниці. І старий виблискував дикими, майже згаслими очима і казав: «Гей-гей! Був колись наш час... Була в нас воля!..» |

Під час подій Української революції підтримував Центральну Раду, й категорично не сприймав Українську Державу.

## Оцінки та критика
У 1917 році Анатолій Луначарський казав, що на посаду першого президента Російської Республіки підходить саме Короленко.
Лідер більшовиків Володимир Ленін неодноразово приязно відгукувався про Короленка, називав його «прогресивним письменником». Існує версія, що свій псевдонім «Ленін» ватажок більшовиків обрав під враженням від сибірських оповідань Володимира Короленка..
Журналіст Юрій Поташній називає ставлення Короленка до українців «неоднозначним». Критик зауважує, що відома повість «Сліпий музикант» рясніє обра́зами на адресу українців. Причому зневага притаманна не лише героям твору, а й самому Короленку. На українське село автор накладає російську кальку, вважає журналіст.

## Увічнення пам'яті
Сучасники назвали Короленка «совістю Росії», пам'ять про нього високо шанується у Росії.
Портрет письменника при житті в подяку за літературну і громадську діяльність намалював відомий художник Ілля Рєпін.
Ім'я Короленка надано Глазовському державному педагогічному інституту (Удмуртія), школам у Нижньому Новгороді. Низка бібліотек носить ім'я Короленка.
У 1956 році йому було присвячено документальну стрічку «Пам'яті Володимира Короленка».
3835 Короленко — астероїд, названий на честь письменника.

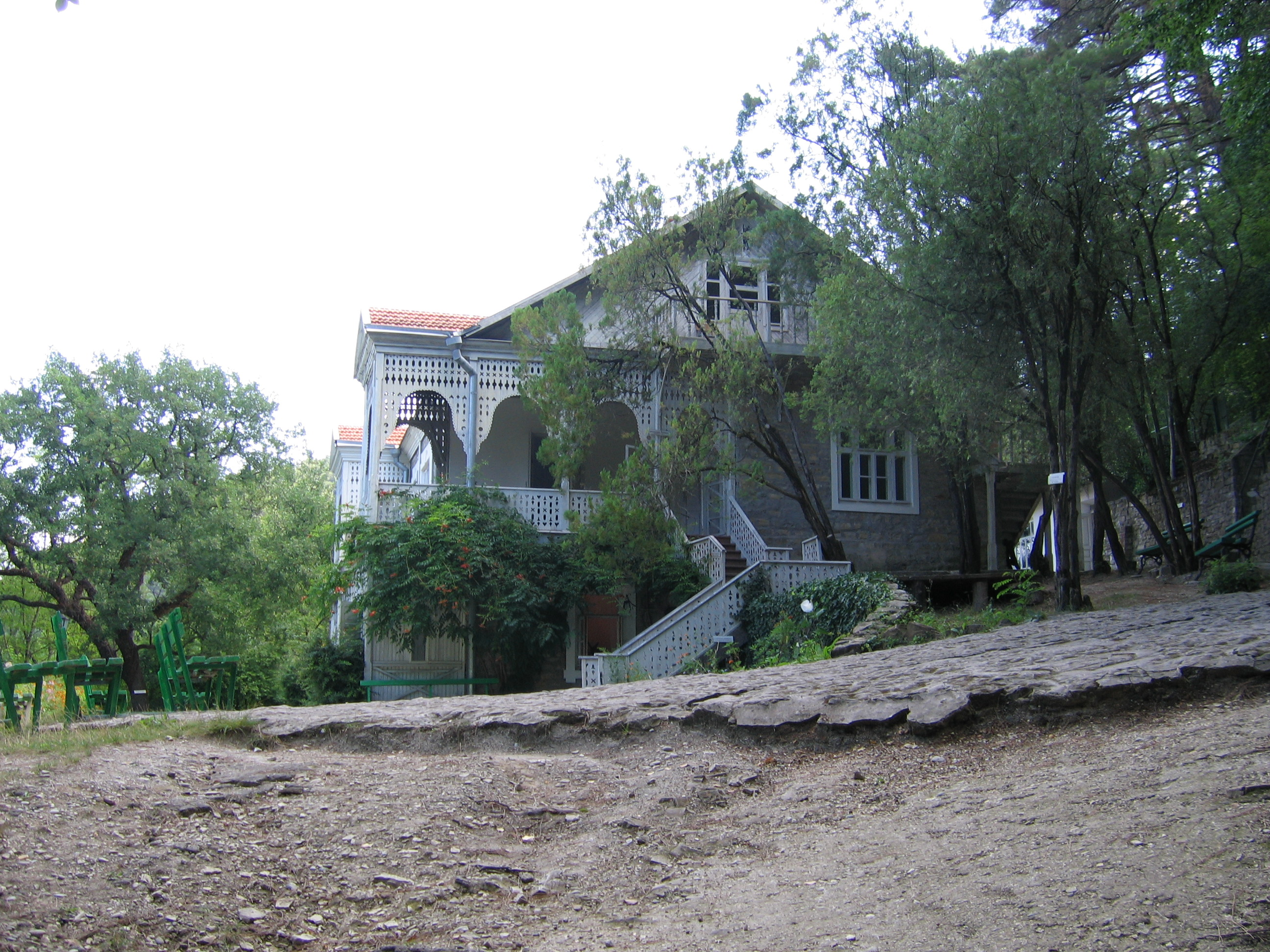
Дім-музей «Дача Короленка», селище Джанхот, 20 км від Геленджика.
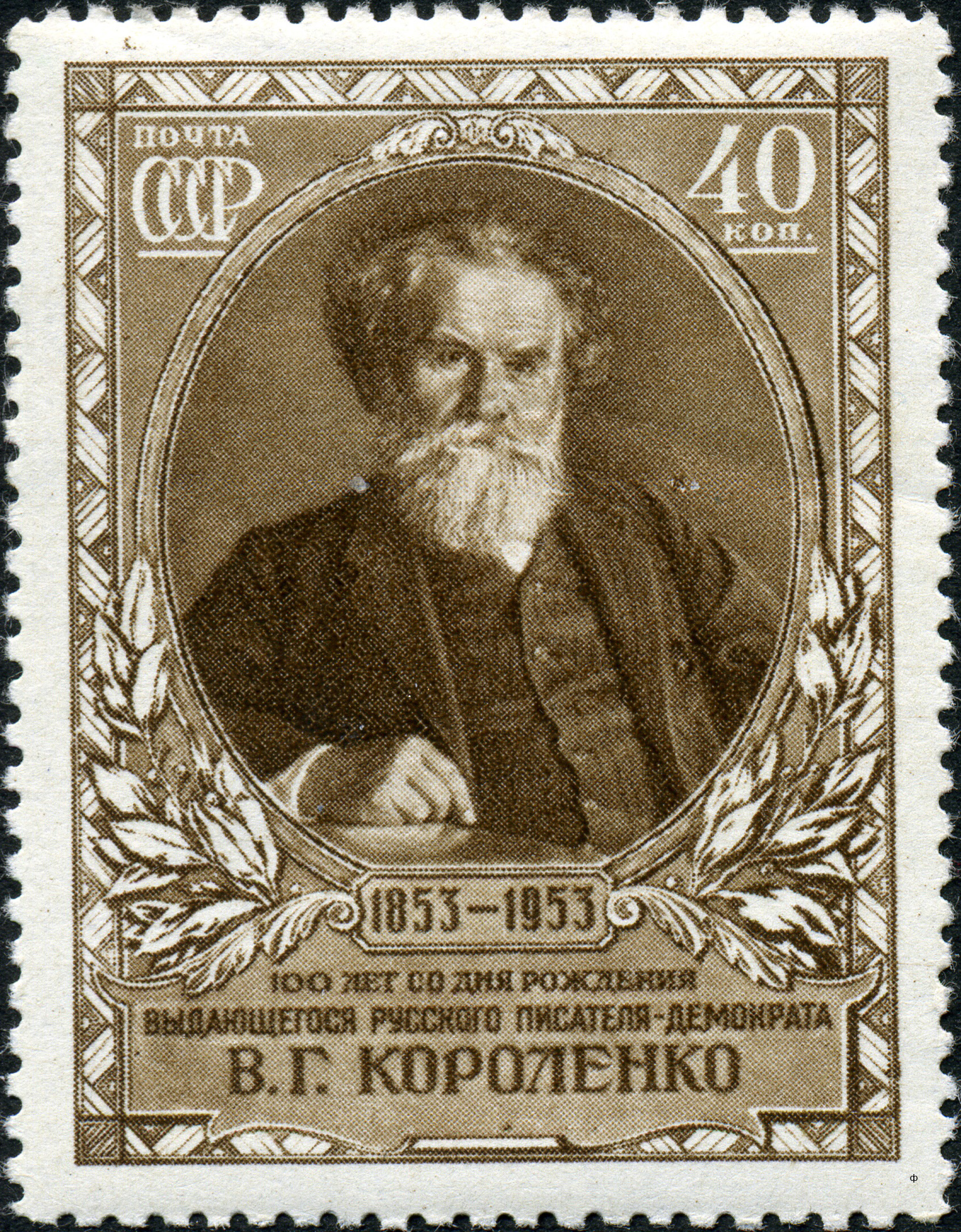
Марка пошти СРСР на честь 100-річчя від дня народження В. Короленка

### В Україні
- Ім'я Володимира Короленка носила дитяча колонія (1919—1933), створена за його ініціативою в Полтаві.
- Ім'я В. Короленка носить Полтавський національний педагогічний університет.
- На його могилі у парку «Перемога» (Полтава) встановлено надгробок з його портретом[27].
- Бібліотеки, що названі на честь Короленка: Харківська ДНБУ (з 1922), Маріупольська ЦМБ (з 1923), Рівненська ЦМБ (з 1953).
- Музеї Короленка є у Полтаві (1928)[28][29], та у Житомирі (1973), у будинку, де народився автор. Також у Полтаві був Народний дім імені Володимира Короленка.
- 1946 року Полтавська школа № 10 отримала назву імені Володимира Галактіоновича Короленка.
- На честь нього названо кілька вулиць у населених пунктах України. Багато з них були перейменовані в межах кампанії дерусифікації, що була спричинена російським вторгненням в Україну 2022 року. У Житомирі названо майдан, на якому розташовано музей і пам'ятник письменнику.
- 1996 року створений ландшафтний заказник загальнодержавного значення «Короленкова дача» (Шишацький район, Полтавська область). На території заказника знаходиться двоповерховий дерев'яний будиночок, в якому у 1905—1919 рр. майже щоліта відпочивав і працював Володимир Короленко.
- За те, що Короленко в роки війни 1917—1922 років в Україні і терору військового комунізму виступав проти погромів, заступався як за євреїв, так і за людей інших національностей, репресованих радянською владою, йому розпорядженням Єврейської ради України від 27.07.1998 р. за № 48 присвоєно звання «Праведник України».[30]
- 2003 року Національний банк України у серії «Видатні особистості України» випустив пам'ятну монету «Володимир Короленко».
- У 1990—2021 рр. існувала Премія імені Володимира Короленка за найкращий твір, написаний російськомовними літераторами України. Її вручала Спілка письменників України[31].

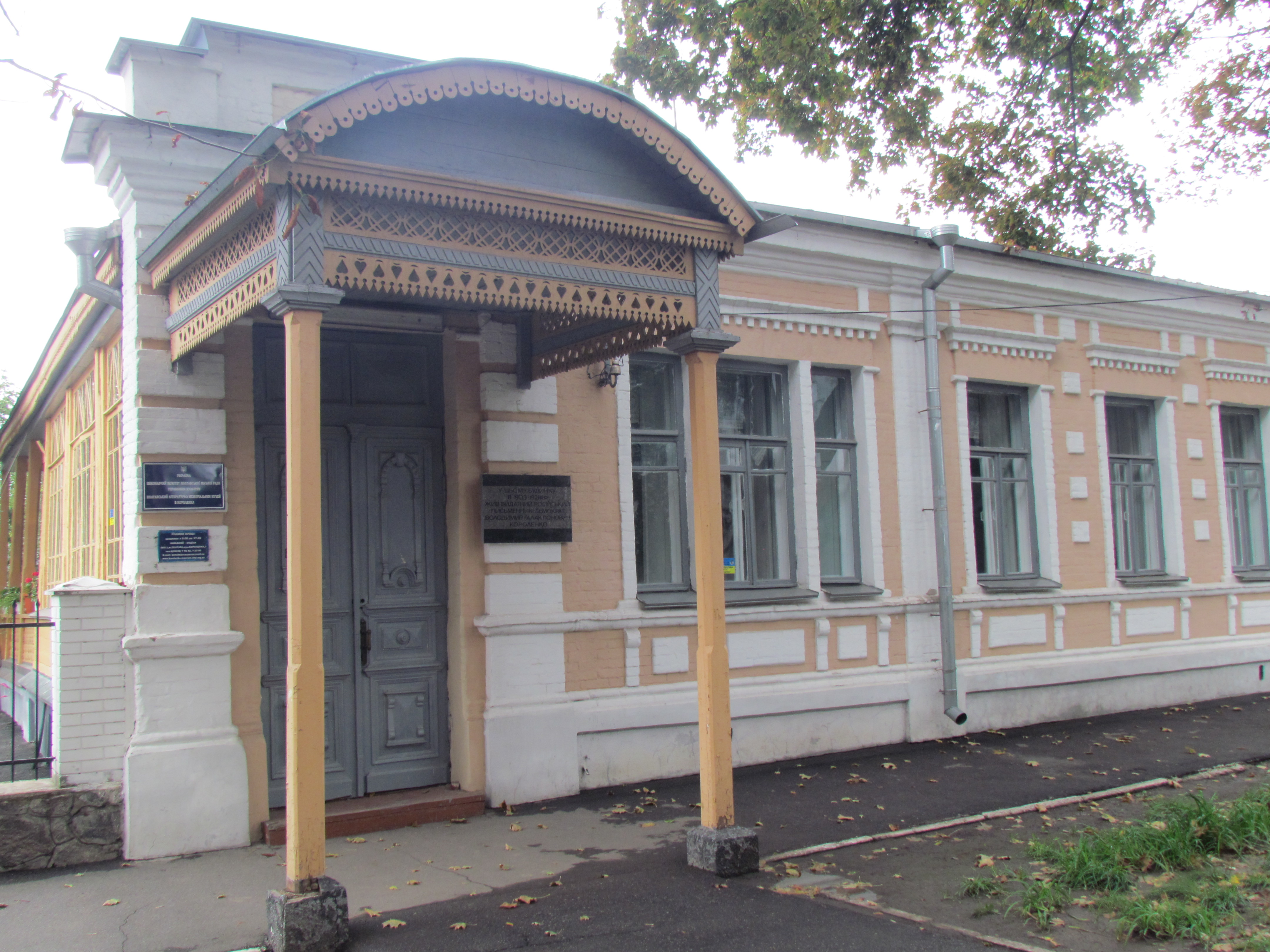
Садиба-музей В. Г. Короленка у Полтаві.
Літературно-меморіальний музей В. Г. Короленка у Житомирі.
Пам'ятник В. Г. Короленку в Житомирі
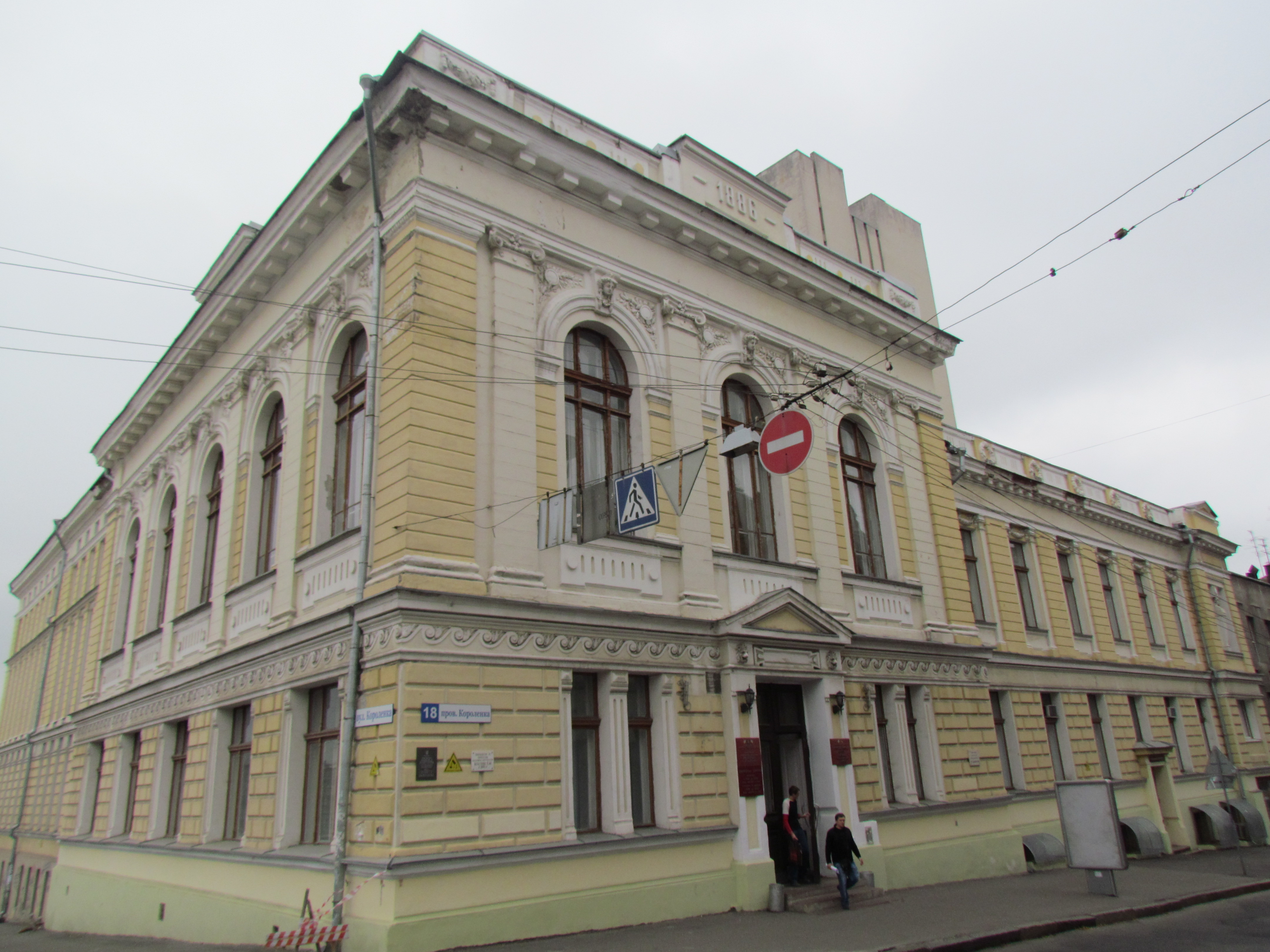
Харківська державна наукова бібліотека імені В.Г. Короленка
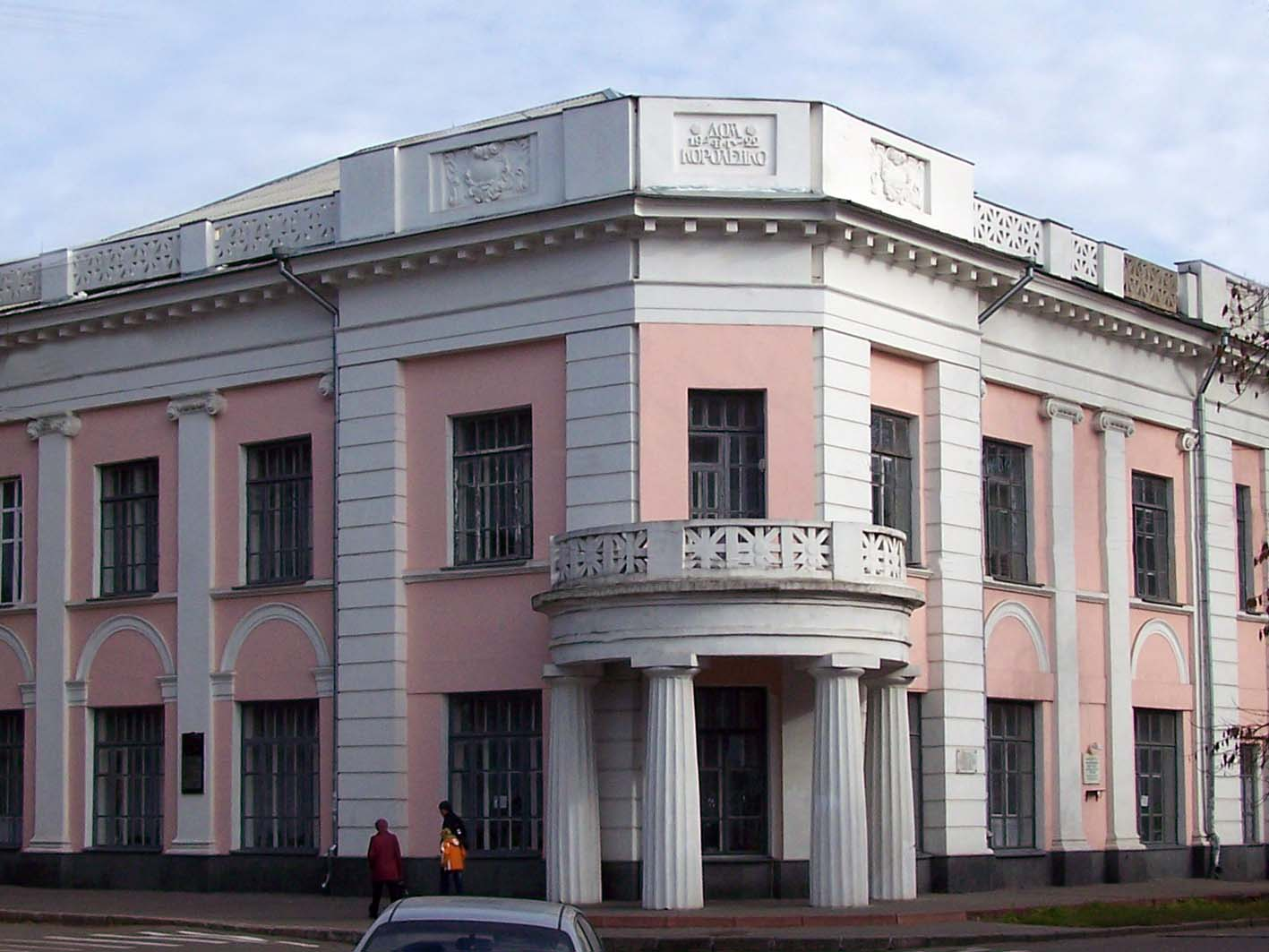
Народний дім імені Володимира Короленка Школа № 10 імені Володимира Короленка у Полтаві.
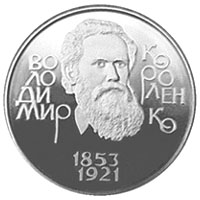
«Володимир Короленко», пам'ятна монета НБУ, 2003. Реверс.
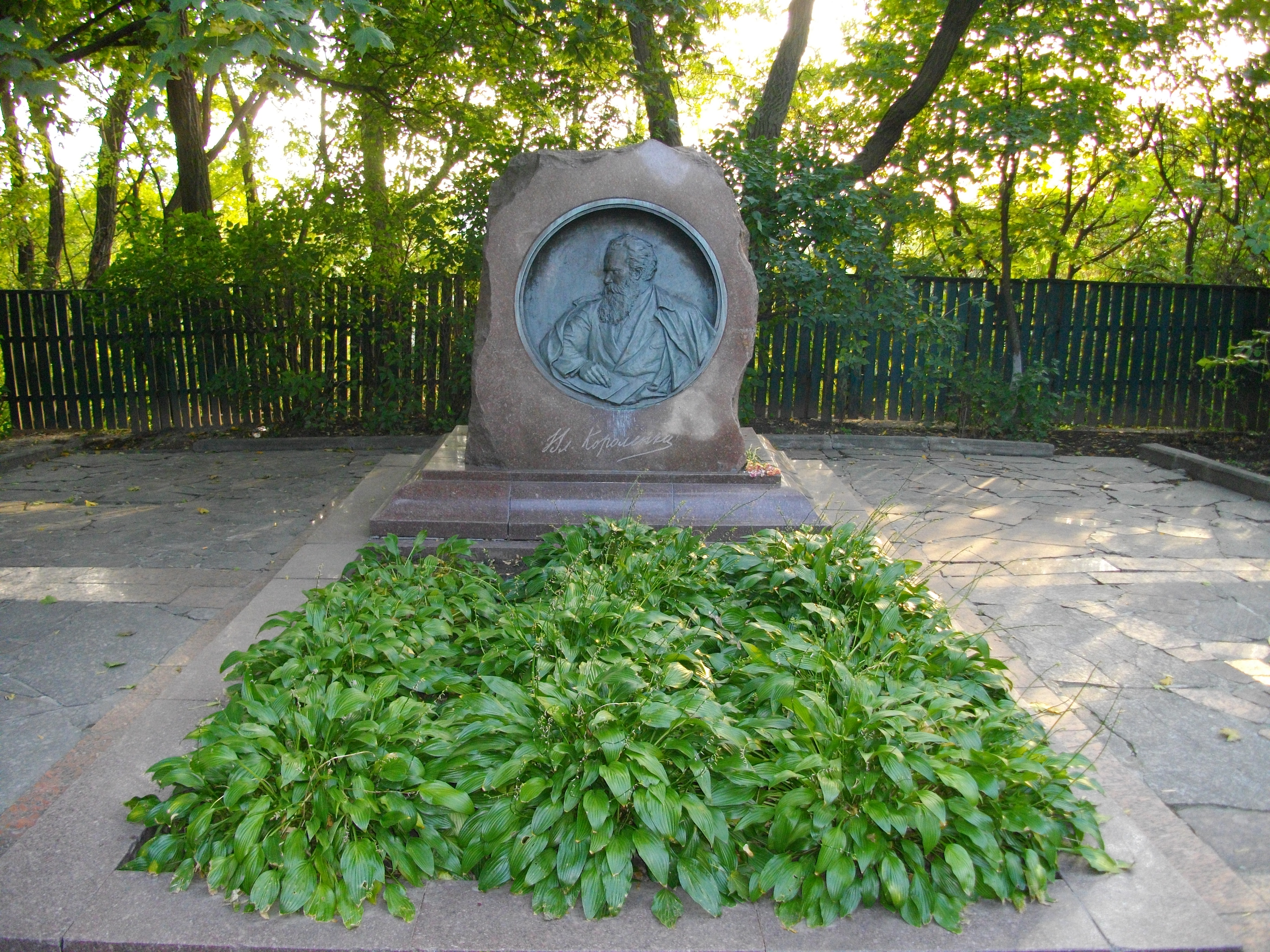
Могила Короленка. Полтава.
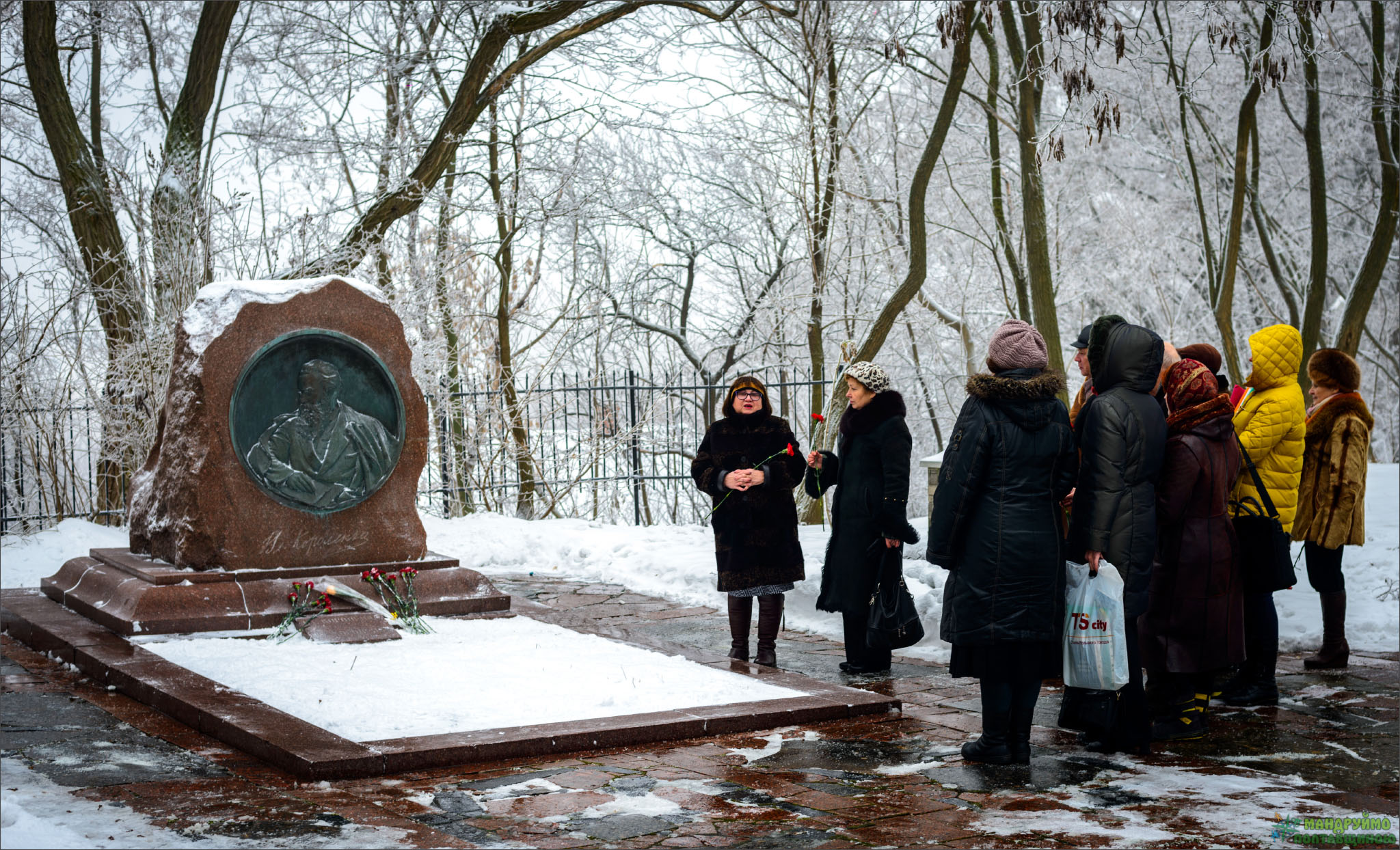
Могила Короленка. Полтава
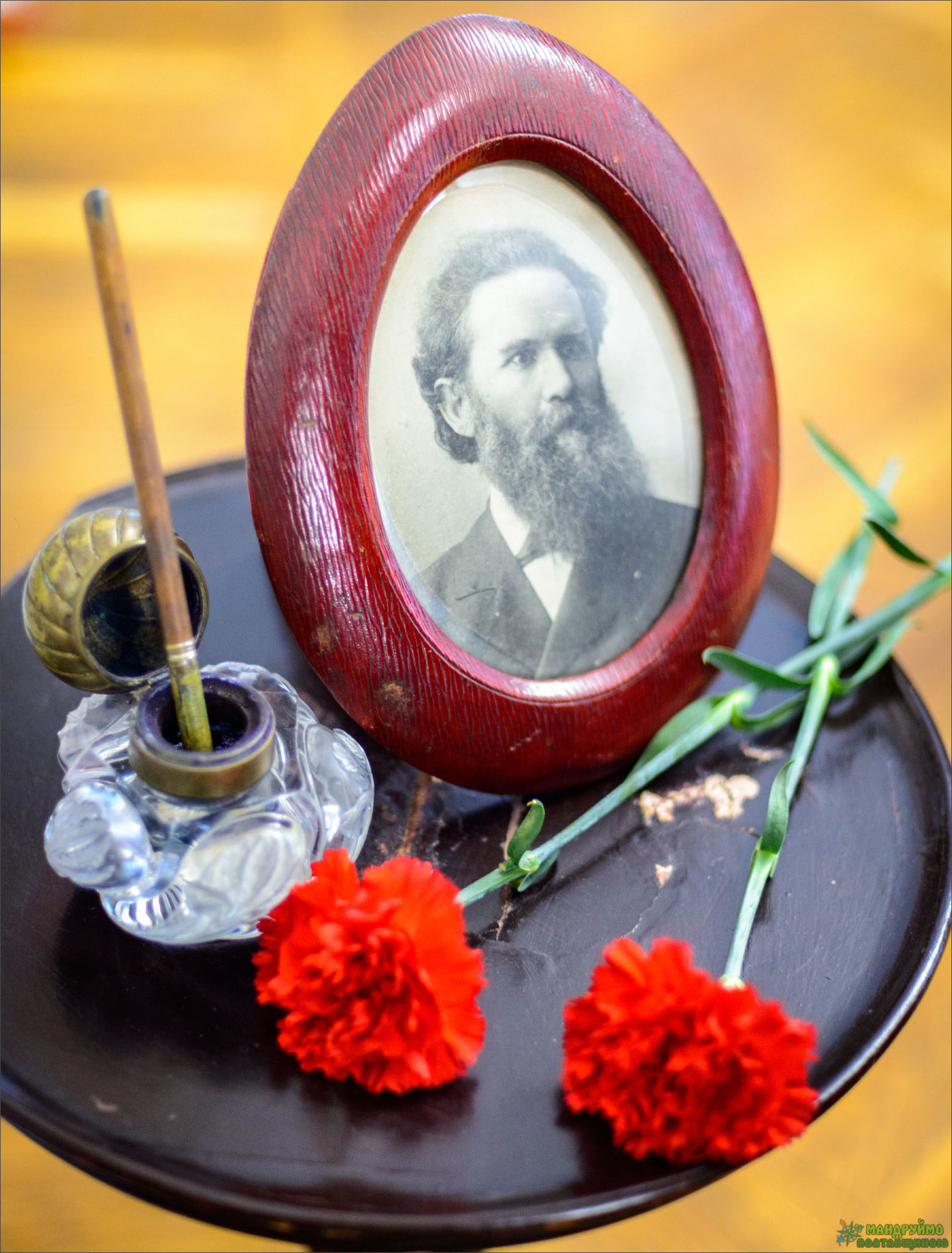
Вечір пам'яті Володимира Короленка (Полтава, 2016)

## Екранізації творів
У СРСР було знято цілу низку фільмів за сюжетом творів Короленка. Так, за повістю «Довгий шлях» створено однойменний фільм (СРСР, 1956, режисер: Леонід Гайдай), за повістю «Поліська легенда» створено однойменний фільм (СРСР, 1957, режисери: Петро Василевський, Микола Фігоровський), за повістю «Сліпий музикант» знято однойменний фільм (СРСР, 1960, режисер: Тетяна Лукавневич), а за повістю «В поганому товаристві» створено фільм «Серед сірих каменів» (1983, режисер: Кіра Муратова).
В Україні у січні 2018 в широкий прокат вийшов повнометражний фільм «Казка про гроші», сценарій якого базується на повісті Короленка «Хапун (Іом-кіпур)».

## Переклади українською
Твори Короленка перекладалися українською, як наприкінці 1890-х на початку 1900-х у підавстрійській Україні у львівських часописах та окремими книгами, так і в Україні під комуністичною владою. Українською перекладено майже всі твори Короленка, зокрема:
- Володимир Короленко. Буря: оповіданнє. Переклад з російської: Адам Бачинський. Львів: журнал Діло № 180, 181. 1893
- Володимир Короленко. Дивна: очерк. Переклад з російської: Др. Василь Щурат. Львів: журнал Діло № 215-218. 1893
- Володимир Короленко. Ліс шумить: оповіданнє, поліська леґенда. Переклад з російської: В. Маслов-Стокіз. «Зоря» (Львів) № 22 і 23 від 1886.
  - (передрук) Володимир Короленко. Ліс шумить: оповіданнє, поліська леґенда. Переклад з російської: В. Маслов-Стокіз. Львів: Українсько-руська видавнича спілка. (Літературно-наукова бібліотека № 18) 1901. 40 стор.
- Володимир Короленко. Маруся: оповіданє. Переклад з російської: Григорій Коваленко. Львів: ЛНВ т. 13, ч. І: 197—230, 324—351. II за 1901 рік (Chtyvo [Архівовано 9 лютого 2018 у Wayback Machine.])
- Володимир Короленко. Оповіданнє про Фльора-Римлянина і про Аґріппу-царя. Переклад з російської: Ст. Закубанський [С. Ерастов]. Львів: ЛНВ. т. 21, ч. І: 54 — 64, 162—172. II. за 1903 рік (Chtyvo.org [Архівовано 9 лютого 2018 у Wayback Machine.])
- Володимир Короленко. Дивачка. З рос. пер. К. Лозенко [Голіцинська]. Львів: ЛНВ. т. 32, ч. І: 73 — 86. II за 1905 рік (Chtyvo [Архівовано 9 лютого 2018 у Wayback Machine.])
- Володимир Короленко. Ліс гомонить: поліська легенда. Переклад з російської: М. І. Вдовиченко. «Зоря» (Москва) № 5-6, 7-8 від 1906.
- Володимир Короленко. Ліс шумить; Химерна. Переклади з російської: С. Єфремов. Берлін: Українська накладня. 191? 48 стор.
- Володимир Короленко. Черкес; Макарів сон. Переклади з російської: C. Єфремов. Київ-Берлін: Українська накладня. 192? 55 стор. [Архівовано 30 листопада 2020 у Wayback Machine.]
- Володимир Короленко. Огниги. Переклади з російської: Д. Казармів. Львів: «Неділя» літературний додаток до Діла № 35. 1912 48 стор.
- Володимир Короленко. Огниги. Переклади з російської: Іван Калинович. Львів: Ілюстрована Україна № 16. 1913
- Володимир Короленко. Приймак. Переклади з російської: Василь Щурат. Львів: Діло № 23-25 за 1895 рік
  - (передрук) Володимир Короленко. Приймак. Переклади з російської: Василь Щурат. Чернівці: Буковина № 105-106 за 1899 рік
- Володимир Короленко. Сон Макара: святоточне оповіданнє. Переклад з російської: Нестор Яворовський. Коломия: Хлібороб. Письмо політчно-літературне № 8-12 за 1891 і № 1-5 за 1892. (також окремою відбиткою в серії «Бібліотека Хлібороба» ч I Коломия, 1892, 4+56 стор.
- Володимир Короленко. Старий дзвонар: весняна іділля. Переклади з російської: Сергій Павленко. Львів: Зоря № 8 за 1888 рік
- Володимир Короленко. Старий дзвонар: весняна іділля. Переклади з російської: Лєон. Львів: Діло № 247 за 1883 рік
- Володимир Короленко. Старий дзвонар: весняна іділля. Переклади з російської: К. Безкровний. Львів: Руслан № 181-188 за 1889 рік
- Володимир Короленко. Тіни: фантазія. Переклади з російської: С. Юрковиця. Львів: Правда том XVI—XIX за 1893 рік, стор. 64-129-185
- Володимир Короленко. У великодню ніч: розповідь. Переклади з російської: Михайло Обачний (Косач). Львів: Зоря № 5 за 1889
- Володимир Короленко. Ночь перед Великоднем. Переклади з російської: Павло Кудрик. Львів: Діло № 67 за 1892
- Володимир Короленко. У великодню ніч. Переклади з російської: К. Безкровний. Львів: Руслан № 290, 291 за 1899
- Володимир Короленко. У Великодню ніч. Переклади з російської: П. Дятлова. Відень: Вісник політики, культури й життя. № 18 (201) стор. 267—268 1918.
- Володимир Короленко. Хвилина: нарис. Переклад з російської: Іван Калинович. Львів: Діло, № 8459-8461 від 1913 року.
  - (передук) Володимир Короленко. Хвилина: нарис. Переклад з російської: Іван Калинович. Львів: Українське слово, № 85-89. 1915 (без підпису)
- Володимир Короленко. Черкес: нарис. Переклад з російської: Ст. Гречинський. Львів: Прадва, том XXI, стор 217- від 1894 року.
- Володимир Короленко. Кінець царської власті (слово до простих людей). Переклад з російської: О. Волошинов. Київ: Видання Інформаційного Бюра Київської Губер Земства. 1917. 20 стор.
- Володимир Короленко. Як упала царська влада (оповіданннє простим людям про події в Росії). Переклад з російської: Петро Дятлів. Відень: Накладом Союза Визволення України. 1917. (HathiTrust [Архівовано 23 січня 2018 у Wayback Machine.])
- Володимир Короленко. На затемненні. Переклад з російської: ?. 1925. 11 с.
- Володимир Короленко. Пам'ятка по речнікові покривджених. (про важненного Митрополита Шептицького). На титульній сторінці: Василь Шурат. Львів: 1929. 15 стор.
- Володимир Короленко. Річка грає. Переклад з російської: не вказаний. — 1928 . — 62 с.
- Володимир Короленко. Ліс шумить (поліська легенда). Переклад з російської: ?. Харків, 1929.
- Володимир Короленко. Серед лихих людей: з дитячих згадок мого приятеля. Переклад з російської: ?. Харків: Український робітник, 1929. 127 с. [Архівовано 30 листопада 2020 у Wayback Machine.]
- Володимир Короленко. Мить: нарис. Переклад з російської: ?. Харків: Держвидав України, 1930 . 24 с.
- Володимир Короленко. Серед лихих людей: з дитячих згадок мого приятеля. Переклад з російської: Роман Вінницький. Львів: Родина (бібліотека Родини), 1933. 96 с.
- Володимир Короленко. Сон Макара. Переклад з російської: ?. Харків: Художожня література. 1935. 43 с. (Масова бібліотека художньої літератури)
- Володимир Короленко. Оповідання.[35] Переклад з російської: ?; редактор: І. Майстренко. Київ: Держлітвидав України, 1946 . 72 с. (Бібліотека художньої літератури)
- Володимир Короленко. Сон Макара. Святкове оповідання. Переклад з російської: не вказаний; редактор: Д. Цмокаленко. К.: Держхудліт, 1949.
- Володимир Короленко. Чудна. Переклад з російської: А. Хуторян. Київ: Держлітвидав УРСР, 1952.—119 с.
- Володимир Короленко. Річка грає[36] (ескізи з дорожнього альбома). Переклад з російсьскої: за ред. А. Хуторяна; худож. А. Базилевич — Київ: Держлітвидав України, 1953. 28 с.
- Володимир Короленко. Сон Макара. Історія мого сучасника. Переклад з російської: І. Бахмута. К.: Держлітвидав України, 1954. 710 стор.
- Володимир Короленко. На затемненні: Нарис з натури. Переклад з російської: Ф.Гавриш. Київ: Держлітвидав України, 1957. 25 с.
- Володимир Короленко. За іконою. Переклад з російської: ? Київ: Держлітвидав України. 1958. 62 стор.
- Володимир Короленко. Оповідання. Переклад з російської: ?. Передмова: Ф. Гавриш. Київ: Дніпро, 1976 . 336 с.
- Володимир Короленко. Парадокс. Переклад з російської: Леонід Бразов і Наталія Безобразова // твір оприлюднено на полтавському радіо (4 передачі) 1990-их роках
- Короленко В. Г. Оповідання / В. Г. Короленко ; пер. з рос. Ф. Гавриша і І. Маненка. — Харків: Держ. літ. вид-во, 1936. — 680, 3 с. — (Бібліотека класиків). [Архівовано 30 листопада 2020 у Wayback Machine.]

Сліпий музика / Сліпий музикант
- Владімір Короленко. Сліпий музика: повєсть. Переклад з велико-руського: В. О. Р. Львів: Літературний додаток до журналу «Діло». 142 стор. 1890 (бібліотека найзнаменитіших повєстєй под редакцією І. Белея) Том XXXVII
- Володимир Короленко. Сліпий музика. Переклади з російської: С. Буда. Київ-Берлін: Українська накладня. 191? 134 стор.
- Володимир Короленко. Сліпий музикант: етюд. Переклад з російської: ?. Київ: Держлітвидав УРСР. 1956. 121 стор.
- Володимир Короленко. Сліпий музикант: повісті та оповідання.[37] Переклад з російської: М. Шумил, Ф. Гавриш, Оксана Ільченко; післямова: О. Логвиненко. Київ: Молодь, 1979. 204 стор. (Бібліотечка художніх творів для підлітків та юнацтва).
  - (передрук) Володимир Короленко. Сліпий музикант: повість. Переклад з російської: Ф. Гавриш. Тернопіль: НК-Богдан, 2016. 160 стор. (Світовид) ISBN 978-966-10-4571-1
- Володимир Короленко. Сліпий музикант: повість. Переклад з російської: Тетяна Шкарупа. Київ: Форс Україна / Book Chef, 2017. 208 стор. (Читака) ISBN 978-617-7347-51-3

Хапун / Йом-Кіпур / Судний день
- Володимир Короленко. Хапун (Іом-Кіпур): волинська казка. Переложив з російської: Б. Журман. Львів: Правда, том I—II стор. 219, 304, 345 та том III—IV стор 1-. за 1891 рік.
- Володимир Короленко. Судний день (Йом-кіпур). Переклад з російської: Олекса Журбенко. Львів: Українсько-руська Видавнича Спілка, З друкарні В. А. Шийковського. 1900. 104 стор. (archive.org)
- Володимир Короленко. Хапун «Іом-Кипур» (судний день). Переклад з російської: Ол. Кониського та Сергія Єфремова. // Володимир Короленко. Твори у 3 томах: Т.2.[38] Переклад з російської: Сергій Єфремов та інші. Харків: Держвидав України. 1923 . 406 с. (E-library «Культура України» [Архівовано 26 січня 2018 у Wayback Machine.])
- Володимир Короленко. Хапун. Переклад з російської: ? // Володимир Короленко. Вибрані твори для дітей, Том 1.[39] Загальна редакція: В. Арнаутов; переклад з російської: ?. 1930. 271 с.
- Володимир Короленко. Судний день, або Йом-Кіпур. Переклад з російської: Юрій Винничук. // Нічний привід: українська готична проза ХІХ ст. Укладання та переклад іншомовних текстів: Юрій Винничук. Львів: Піраміда, 2007. 412 стор. (Серія «Готика»). ISBN 978-966-441-038-7

Без язика
- Володимир Короленко. Без язика. Авторизований переклад з російськох мови Петра Дятлова; під редакцією Володимира Дорошенка. Львів: Видання «Всесвітньої Бібліотеки», № 14. 1918. 176 стор. (Hathitrust [Архівовано 23 січня 2018 у Wayback Machine.])
  - (передрук) Володимир Короленко. Без язика. Авторизований переклад з російськох мови Петра Дятлова; під редакцією Володимира Дорошенка. Ню Йорк: Робітник. 1920. 174 стор. (Hathitrust [Архівовано 23 січня 2018 у Wayback Machine.])
  - (передрук) Володимир Короленко. Без язика: оповідання. Переклад з російської (авторизований): Петро Дятлов. Харків: Книгоспілка, 1925. 244 с. (4-е вид)
  - (передрук) Володимир Короленко. Без язика: оповідання. Переклад з російської (авторизований): Петро Дятлов. Київ-Харків: Книгоспілка, 1927. 234 с. (5-е вид)
  - (передрук) Володимир Короленко. Без язика: оповідання. Переклад з російської (авторизований): Петро Дятлов. Київ-Харків: Книгоспілка, 1930. 233 с. (6-е, оброблене вид)

- Володимир Короленко. Без язика. Переклад з російської: В. Давиденко. Київ: ДВОУ; Література і мистецтво, 1934 . 163 с. (Дешева бібліотека художньої літератури).

Діти підземелля
- Володимир Короленко. Діти підземелля. Оповідання. Переклад Є. Зілинського. Харків: ?, 1922.
- Володимир Короленко. Діти підземелля (із повісті «В поганому товаристві»). Перекладач з російської: не вказаний. Київ:, 1946.
- Володимир Короленко. Діти підземелля (з повісті «У поганому товаристві»). Переклад з російської: Оксана Іванченко. Київ: Дитвидав УРСР, 1964. 52 с
  - (передрук) Володимир Короленко. Діти підземелля. Переклад з російської: Оксана Іваненко. Київ: Веселка, 1971.
  - (передрук) Володимир Короленко. Діти підземелля: повість. Переклад з російської: Оксана Іваненко; художник: М. Г. Богданець. Київ: Веселка, 1983. 66 с.
- Володимир Короленко. Діти підземелля: повість. Переклад з російської: Оксана Кобелецька. Київ: Форс Україна / Book Chef, 2017. 96 стор. (Читака) ISBN 978-617-7347-76-6

Видання творів
- Володимир Короленко. Твори: у 3 томах. Пер з рос: С. Буда, Леонід Андрійович Пахаревський, С. Єфремов, П. Стебницький та інші; переклад під редакцією академіка С. О. Єфремова. Харків-Київ: Держвидав України, 1923. Т. 1—3.
  - Володимир Короленко. Твори. Т.1[40] Переклад з російської: ?. Харків: Держвидав України, 1923. — 393 с. (E-library «Культура України» [Архівовано 26 січня 2018 у Wayback Machine.])
  - Володимир Короленко. Твори. Т.2.[38] Переклад з російської: ?. Харків: Держвидав України. 1923 . 406 с. (E-library «Культура України» [Архівовано 26 січня 2018 у Wayback Machine.])
  - Володимир Короленко. Твори. Т.3.[41] Переклад з російської: С. Буда, Леонід Андрійович Пахаревський, С. Єфремов, П. Стебницький. Київ: Держвидав України, 1923. — 378 с (E-library «Культура України» [Архівовано 26 січня 2018 у Wayback Machine.])

- Володимир Короленко. Вибрані твори для дітей. Переклад з російської та упорядник: академік С. Єфремов; загальна редакція та передмова: В. Арнаутов. Київ: ?; 1929.

- Володимир Короленко. Вибрані твори для дітей, Том 1.[39] Загальна редакція і передмова: В. Арнаутова; переклад з російської: ?. 1930. 271 с.

- Володимир Короленко. Вибрані твори: у 6 томах. Переклад з російської: Ф. Гавриш. Київ: Держлітвидав, 1936—1938.—Т. 1—6.

- Володимир Короленко. Вибрані твори. Переклад з російської: ? Київ: Держлітвидав України. 1948. 499 с.

- Володимир Короленко. Вибрані твори.[42] Переклад з російської за редакцією А. Хуторяна; вступна стаття: А. Котова. Київ: Держлітвидав України. 1949. 427 с.

- Володимир Короленко. Твори: У 4 томах. Переклад з російської: не вказаний; редактор: М. Титаренко. Київ: Держлітвидав, 1953—1954. Т. 1—4.
  - Твори: в 4 т. Т.1. Повісті, оповідання і нариси.1880-1890. Переклад з російської: ?; Вступ.ст. і приміт. А. Котов. — Київ: Держлітвидав України, 1953. — 547 с.
  - Твори: в 4 т. Т.2. Повісті, оповідання, критичні статті і спогади.1891-1912. Переклад з російської: ?. Київ: Держлітвидав України, 1953. — 567 с. : 1 арк.портр.
  - Твори: в 4 т. Т.3. Історія мого сучасника. Переклад з російської: ?. Київ: Держлітвидав України, 1954. — 712 с. : 3 арк.іл.
  - Твори: в 4 т. Т.4. Історія мого сучасника. Переклад з російської: ? Київ: Держлітвидав України, 1954. — 452 с. : 5 арк.іл.
- Володимир Короленко. Вибране. Переклад з російської: ?. Київ: Держлітвидав УРСР. 1956. — 368 с.